# Javon Walton
Javon "Wanna" Anthony Walton, né le 22 juillet 2006 à Atlanta aux États-Unis, est un enfant prodige de la boxe devenu acteur. Il est devenu cinq fois champion régional des gants d’argent en août 2021. En tant qu'acteur, il a joué le rôle d'Ashtray dans la série Euphoria de HBO , Sam Cleary dans le film Le Samaritain de Prime Video, Stanley dans la série Umbrella Academy et Grant Bishop dans la série Utopia d'Amazon et Warren Glowatski dans Under the bridge.
En 2024, il marque ses débuts en boxe professionnelle. Walton est également très proche de sa famille, dont ses frères Jaden et Daelo, et sa sœur Jayla, qui est aussi actrice et chanteuse.

## Biographie

### Enfance
Javon "Wanna" Anthony Walton est né le 22 juillet 2006 à Atlanta, en Géorgie. Dès son plus jeune âge, il montre un vif intérêt pour la boxe et la gymnastique. Influencé par son père, DJ Walton, ancien boxeur professionnel devenu entraîneur, Javon commence à s'entraîner en boxe dès l'âge de quatre ans. Parallèlement, il excelle également en gymnastique, développant des compétences remarquables dans cette discipline. Éduqué à la maison, Javon équilibre ses études avec ses entraînements intensifs.

### Carrière Sportive
Javon Walton se distingue dans plusieurs disciplines sportives, notamment la boxe et la gymnastique. En boxe, il remporte plusieurs titres nationaux chez les amateurs et vise une carrière olympique. En décembre 2023, il est annoncé qu'il fera ses débuts en tant que boxeur professionnel le 2 mars 2024 au Coliseo de Puerto Rico José Miguel Agrelot à San Juan. Lors de son premier combat, il affronte Joshua Torres dans un match de 4 rounds qui se termine par un match nul. En août 2024, il est contraint de se retirer d'un combat contre Erik Hanley prévu pour septembre en raison d'une infection médicale. Puis, le 13 décembre 2024, il gagne par décision du jury contre Erik Hanley. De plus, avant ses débuts officiels, Javon Walton avait gagné par K.O contre Moises Guzman Almonte le 20 décembre 2023.
En conclusion, Walton a disputé 3 combats professionnels: 2 victoires et un match nul, lui donne un palmarès de: 2-0-1 (1 K.O).

### Carrière d'Acteur
La carrière d'acteur de Javon commence en juin 2019 avec un rôle dans la série télévisée Euphoria sur HBO, où il joue Ashtray. En 2020, il obtient un rôle principal dans la série Utopia sur Amazon Prime Video en tant que Grant Bishop. En 2021, il prête sa voix au personnage de Pugsley Addams dans le film d'animation La Famille Addams 2. En 2022, il joue dans la série Umbrella Academy sur Netflix  et le film Le Samaritain en tant que Sam Cleary. En 2024, il apparaît dans la série Under The Bridge.

## Vie privée
Javon Walton est très proche de sa famille, qui joue un rôle crucial dans sa vie. Il a trois frères et sœurs : Jaden, son frère jumeau, Daelo, son frère cadet, et Jayla, sa sœur aînée. 
Le surnom "Wanna" vient de son désir insatiable de tout essayer et de tout réussir, une caractéristique qui le définit depuis son enfance. Cette ambition sans limites se reflète dans ses projets futurs. En plus de viser les Jeux olympiques, Javon souhaite continuer à développer sa carrière d'acteur, avec l'espoir de jouer des rôles encore plus variés et complexes dans le futur.

## Filmographie

### Cinéma

#### Longs métrages
- 2021 : La Famille Addams 2 de Greg Tiernan et Conrad Vernon : Pugsley Addams
- 2022 : Le Samaritain de Julius Avery : Sam Cleary

### Télévision

#### Séries télévisées
- 2019-2022 : Euphoria de Sam Levinson : Ashtray
- 2020 : Utopia de Gillian Flynn : Grant Bishop
- 2022 : Umbrella Academy de Steve Blackman : Stanley « Stan »
- 2024 : Under The Bridge de Quinn Shephard : Warren Glowatski